# Budins
Pour les articles homonymes, voir Budin.

Carte des langues parlées dans les steppes pontique, l'Asie centrale et le perse en 100 av JC La langue parlée dans la zone des Budins est le sármatas

Les Budins sont un ancien peuple de l'Europe orientale, allié et culturellement proche des Scythes, qui habitait la steppe pontique, à l'est du Don.
Hérodote les situe dans un « contrée au-dessus des Sauromates » qui « porte toutes sortes d’arbres en abondance ». Au XIXe siècle, James Rennell  place cette région au nord de la mer d'Azov, dans les environs de Voronej.
Hérodote les décrit comme tatoués. Ils avaient d'après celui-ci des temples consacrés à des divinités grecques et parlaient une langue mêlée de scythe et de grec. Leur ville principale était Gélonos.
Vers 513 av. J.-C., ils s'allieront au roi scythe Idanthyrse pour résister à l'expédition de Darius Ier en Scythie.